# Мајкл Канингем
Мајкл Канингем (енгл. Michael Cunningham; Синсинати, Охајо, 6. новембар 1952) је савремени амерички књижевник и сценариста познат по романима „Кућа на крају света“ (1990) „Месо и крв“ (1995) „Сати“ (1998) „Док не падне ноћ“ (2005) и Снежна краљица (2014). Добитник је Пулицерове награде за прозу и награде Пен/Фокнер за роман „Сати“. Тренутно је професор креативног писања на Јејлу.
У својим романима сложене структуре Канингем опсесивно истражује односе међу људима, са посебним нагласком на односима у оквиру породице, хомосексуалност, искуство оболелих од сиде, кризу средњих година, депресију и различита психолошка стања. Осим унутрашњих стања овај амерички писац показује изузетну вештину у приказивању детаља свакодневице, који често носе симболички потенцијал.
На српски језик преведени су његови значајнији романи, тачније преведено је пет од укупно седам објављених романа. Српски превод збирке приповедака Снежни лабуд премијерно је изашао на јесен 2015. двадесетак дана пре америчког издања.

## Биографија
Рођен је у Синсинатију, држава Охајо 1952. Одрастао је у Пасадени, Калифорнија. Завршио је енглеску књижевност на Универзитету Стандорд 1975. Живи у Њујорку од 1981.
Његов књижевни првенац „Златне државе“ изашао је 1984. Овај роман образовања прошао је готово незапажено и Канингем нерадо говори о њему и често инсистира да је његов други роман „Кућа на крају света“ заправо први. „Кућа на крају света“ говори о одрастању, сазревању и младости два осамљена пријатеља Бобија и Јонатана. У овом роману појављују се велики број тема које ће развијати у каснијим делима, попут дисфункционалне и неконвенционалне породице, хомосексуалности и сида. Следећи роман „Месо и крв“ изашао је 1995. и уједно је Канингемово најамбициозније остварење. Дело приказује живот три генерације америчке породице Статос у периоду од сто година.
Иако су претходна два романа похваљена од стране књижевне критике, Канингем светску славу стиче романом „Сати“. Роман говори о три жене из различитих периода двадестог века које су повезане познатим модернистичким романом „Госпођа Даловеј“; прва је тај роман написала, друга тај роман чита, док га трећа проживљава. „Сати“ су награђени Пулицеровом наградом за прозу и Пен/Фокнер наградом. На основу овог књижевног остварења снимљен је истоимени филм у режији Стивена Долдрија, са Мерил Стрип, Никол Кидман и Џулијен Мур у главним улогама.
Написао је сценарио за истоимену филмску адаптацију његовог другог романа „Кућа на крају света“ 2004. у којем су глумили Робин Рајт, Сиси Спејсек и Колин Фарел. Следеће године објавио је књигу „Бесплатни дани“. Заједно са Сузан Мајнот 2007. написао је сценарио за филм „Предвечерје“. Његов шести роман Док не падне ноћ изашао је 2010. Дело говори о средовечном ожењеном мушкарцу који почиње да осећа неодољиву привлачност према проблематичном Мизију млађем брату своје супруге. Седми роман Снежна краљица објављен је 2014. Збирка приповедака „Дивљи лабуд“ изашла је 2015, заједно са цртежима јапанске илустраторке Јуке Шимизу.
Канингем је хомосексуалац и живео је скоро двадест година у заједници са психоаналитичарем Кеном Корбетом.

## Одабрана дела

### Романи
- „Златне државе“ („Golden States“, 1984)
- „Кућа на крају света“ („A Home at the End of the World“, 1990)
- „Месо и крв“ („Flesh and Blood“ 1995)
- „Сати“, („The Hours“, 1998)
- „Бесплатни дани“ („Specimen Days“, 2005)
- „Док не падне ноћ“ („By Nightfall“, 2010)
- „Снежна краљица“ („The Snow Queen“, 2014)

### Збирке приповдека
- „Дивљи лабуд“ („A Wild Swan and Other Tales“, 2015)

### Сценарији
- „Кућа на крају света“ („A Home at the End of the World“, 2004)
- „Предвечерје“ („Evening“, 2007)